# Lotti Golden
Lotti Golden (New York, 27 november 1949) is een Amerikaanse gitariste, toetseniste, singer-songwriter, producent en dichter. Golden is vooral bekend van haar debuutalbum Motor-Cycle uit 1969 bij Atlantic Records.
Ze is winnaar van de ASCAP Pop Award voor songwriting en de RIAA-gecertificeerde Gold en Platinum awards als schrijver/producent. Golden heeft Top 5 hits geschreven en geproduceerd in de Verenigde Staten en in het buitenland. Golden wordt vermeld voor haar innovatieve werk in vroege electro- en hiphopmuziek en is te horen in Rap Attack 3: African Rap To Global Hip Hop van David Toop en Signed, Sealed and Delivered: True Life Stories of Women of Pop voor haar pionierswerk als vrouwelijke platenproducent.

## Biografie
Jeugd
Lotti Golden werd geboren in Manhattan (New York) als dochter van Sy (Seymour) Golden en Anita Golden-Cohn, de oudste van twee dochters. Goldens ouders, een opvallend knap en modieus stel, waren enthousiaste jazzliefhebbers en buitenlandse filmliefhebbers. Golden nam de klanken van Billie Holiday en John Coltrane van jongs af op en ontwikkelde een levenslange passie voor muziek en kunst.
Golden groeide op in Brooklyn (New York), waar ze naar de Canarsie High School ging en diende als poet laureate van de school. Golden studeerde cum laude af in 1967 en won de Creative Writing-medaille, de Lincoln Center Student Award for Academic Excellence, de Scholastic Magazine Award for National Achievement in Art en een New York State Regents Scholarship. Golden kreeg de National League of Pen Women Prize voor poëzie en ging naar het Brooklyn College.
1964-1968 - vroege muziekcarrière
Een verjaardagscadeau (een gitaar) van Goldens ouders op 11-jarige leeftijd zou haar toekomstige koers bepalen. Golden studeerde klassieke gitaar en zang, maar had meer behoefte aan een creatieve uitlaatklep en vond al snel haar roeping als singer-songwriter, waarbij ze haar vaardigheden als zowel tekstschrijver als zangeres gebruikte. Om haar composities op demo's in te zingen, bracht Golden uren door met het gebruik van een haspel om de bandrecorder op te spoelen om haar vocale vaardigheid te perfectioneren.
Op 14-jarige leeftijd maakte Golden uitstapjes naar Manhattan, zong ze op demosessies en stuurde ze haar liedjes naar uitgevers. Haar eerste cover was van Patti LaBelle en The Blue Belles. Tegen de tijd dat Golden de middelbare school afrondde, maakte ze een begin met een muzikale autobiografie over haar avonturen in East Village en Lower East Side in New York, waar ze inwoner was van het Henry Street Settlement Playhouse en waar ze haar vaardigheden als actrice en toneelschrijver aanscherpte. Dit zou de basis worden van haar debuut-lp Motor-Cycle bij Atlantic Records.

### Als opnameartiest
1969 - Debuut lp Motor-Cycle
Motor-Cycle, uitgebracht bij Atlantic Records in 1969, is een kroniek van Goldens leven, geïnspireerd door de tegencultuur van New York. Het was een vreemde uitweg voor de mooie, 19-jarige Golden, die haar memoires in muziek en songteksten schreef omdat, volgens Golden, een boek te plat is. De songs op Motor-Cycle behandelen onderwerpen als genderidentiteit (The Space Queens-Silky is Sad), drugsgebruik (Gonna Fay's) en stedelijke vervreemding (Who Are Your Friends). Goldens poëzie en songteksten waren zo essentieel voor het project, dat een tekstblad bij de oorspronkelijke uitgave werd gevoegd. Op de achterkant van de lp staat het gedicht Night was a Better Blanket, verwijzend naar het achtergrondverhaal van de lp.
Golden maakte deel uit van een nieuwe golf van zangeressen, die eind jaren 1960 de status quo begonnen op te schudden. Ze braken met de beperkingen van de pop en definieerden zichzelf door hun biechtteksten, waarbij ze nieuwe controversiële onderwerpen aannamen. In juli 1969 publiceerde Newsweek het hoofdartikel The Girls: Letting Go. Er is een nieuwe school van getalenteerde vrouwelijke troubadours opgedoken, die niet alleen zingen, maar ook hun eigen liedjes schrijven. Wat ze gemeen hebben - voor Joni Mitchell en Lotti Golden, voor Laura Nyro, Melanie en voor Elyse Weinberg, zijn de gepersonaliseerde liedjes die ze schrijven, boordevol scherpe observaties en verrassend in de impact van hun poëzie.
Geprezen als een van de meest invloedrijke albums van die tijd in The New York Times, The Best of Rock: A Personal Discography, door muziekcriticus Nat Hentoff, is Motor-Cycle een soms satirische melange van rock, jazz, blues en soul, met teksten die doen denken aan een roman van Kerouac.
1968-1969 - Het maken van Motor-Cycle
Golden tekende een contract als stafschrijfster bij Saturday Music tijdens haar middelbare schooljaar. Tijdens een demosessie kwam de eigenaar van het bedrijf, schrijver/producent Bob Crewe binnen en hoorde Golden zingen. Golden maakte van de gelegenheid gebruik en vertelde Crewe dat ze de schrijfster van de uitgeverij was en aan materiaal werkte voor haar eigen artiestenalbum. Crewe was verkocht bij het uitvoeren van het project, maar vroeg Golden of ze een jaar kon wachten terwijl hij zijn schema opschoonde. In 1968 begon het paar met het opnemen van Goldens opus, het autobiografische album Motor-Cycle, een synthese van funky zang en eerlijke hippe teksten over stedelijk tienertrauma's. De magnaten van Atlantic Records, Jerry Wexler en Ahmet Ertegün kochten de demotapes na een hoorzitting, waarbij Wexler bescheiden vertelde aan zijn personeel dat Golden de grootste popartiest zou zijn sinds Aretha Franklin.
De publicatie van Motor-Cycle in 1969 genereerde aanzienlijke media-aandacht voor Golden. Naast vermeldingen in nationale publicaties, werd Lotti Golden door Vogue geïdentificeerd als een trendsetter in de mode, die verschillende keren in het tijdschrift verscheen. Hoewel Golden geen tv-optredens maakte, was haar impact op het hedendaagse muziekcircuit zodanig, dat er naar haar wordt verwezen in het culturele commentaar op televisie in The Glass Teat. Toch maakte Golden zich zorgen over de zakelijke kant van haar carrière, die ze verwoordde in een interview met het tijdschrift Look. Om redenen die tot op de dag van vandaag onduidelijk blijven, liet Atlantic Records na de publicatie plotseling de bal vallen en slaagde er niet in om Motor-Cycle te promoten. Het label had onlangs een grote bedrijfsherstructurering ondergaan en de selectie zat vol tot 1969, waarbij Ahmet Ertegun zich concentreerde op Britse rock en Wexler meer tijd doorbracht in Memphis en Muscle Shoals. Golden had geen management of ondersteuning en in zo'n druk en competitief veld was dat een fatale fout. Hoewel Motor-Cycle niet commercieel op de markt werd gebracht, heeft het album in de jaren sinds de publicatie een underground cultstatus bereikt. De plaat wint nog steeds aan populariteit op internet en sociale media dankzij de ongebruikelijke hardnekkigheid van haar kunst en de kracht van de voorkeuren van luisteraars.
Motor-Cycle-samples
- 2003: Goldens gesproken stem op Gonna Fay's (Motor-Cycle) is het middelpunt van What a Bringdown [31] op I Am the Messiah (Spin-ART) van MC Honky, algemeen beschouwd als Mark Oliver Everett (of "E") van de rockband Eels[15].
- 2006: Goldens Afrikaans (Olatunji) geïnspireerde drumbeat op Motor-Cycle Michael (Motor-Cycle) verschijnt op Beat Konducta Vol 1–2 Movie Scenes (Stones Throw Records) op het nummer Gold Jungle (Tribe) van hiphopartiest Madlib.

Jaren 1970
Het gelijknamige tweedejaarsaanbod van Lotti Golden werd in 1971 uitgebracht bij GRT Records. In een liveoptreden voor leidinggevenden uit de industrie in de Playboy Club in NYC werd Golden door Cashbox beschreven als GRT's Lotti: Incredible. Hoewel elementen van Goldens confessionele benadering voor het grootste deel bleven bestaan (Billboard bestempelde één nummer als biografisch), verwijderde Goldens titelloze lp zich van het innovatieve formaat van Motor-Cycle. Kort nadat Goldens album was uitgebracht, zorgden financiële problemen ervoor dat het GRT-label failliet ging.

### Muziekjournalistiek
In de jaren 1970 schreef Lotti Golden rockjournalistiek, voornamelijk over haar muzikantenvrienden. In een hoofdartikel van Crawdaddy! biedt Golden een uniek perspectief op het talent van Mike Bloomfield over haar bezoek aan San Francisco in 1972 met de legendarische gitarist en in Rolling Stone verkent Golden de creatie van toetsenist (en medeoprichter met Bloomfied van The Electric Flag) Barry Goldbergs eerste solo-lp. Goldens artikelen zijn verschenen in Creem, Circus en andere publicaties.

### Als songwriter/producent
1980–85 - Electro/hiphop
In de vroege jaren 1980 wisselde Lotti Golden van artiest naar songwriter/producent. Goldens internationale dancehit I Specialize in Love uit 1982, geschreven in samenwerking met muzikant Richard Scher, stelde haar in staat om over te stappen op platenproductie. Het succes gaf Golden de vrijheid om productierechten voor haar liedjes te eisen. In een interview voor de bloemlezing Signed, Sealed and Delivered-True Life Stories of Women in Pop, verklaarde Golden dat live optreden oké was, maar ze gaf de voorkeur aan de opnamestudio, de wonderlijke wereld van geluid waar alles mogelijk was.
Als songwriter/producent kreeg Golden artistieke controle over haar werk en werd ze een belangrijke voorloper van elektro en vroege hiphop. Golden, met co-schrijver/producent Scher, schreef en nam op onder de naam Warp 9, een studioproductieproject in de voorhoede van de elektrobeweging, waaraan ze uiteindelijk live personeel toevoegden. De elektro klassiekers Nunk (1982) en Light Years Away (1983) van Warp 9, een verhaal over oude astronautenbezoeken, kenmerken het scifi, afrofuturistische aspect van elektro. Beschreven als het perfecte voorbeeld van de hedendaagse vertakkingen van hiphop, verwerkten Golden en Scher echte emotie en intelligentie in de wereld van experimentele hiphop en elektro. Hun platen worden gerekend tot de meest iconische van het elektro hiphop tijdperk. Onder de vroege productieteams die de Roland TR-808-drummachine gebruikten, creëerden Golden en Scher een soort van elekto-hiphopplaten met prachtige texturen en meerdere lagen. Language Arts & Disciplines van Newsweek benadrukte experimenteel gebruik van vocoders door Warp 9 in Light Years Away. The Guardian (mei 2014) typeerde Light Years Away als een hoeksteen van het beatbox-afrofuturisme uit de vroege jaren 1980, geïnspireerd door The Message van Grandmaster Flash, een briljant spaarzaam en verspreid stuk elektro-hiphop, dat de binnen- en buitenruimte doorkruist. DJ Greg Wilson, de eerste die elektro omarmde in het Verenigd Koninkrijk, berekent de invloed van het genre op kunst en cultuur als enorm, luidt het computertijdperk in en genereert een geheel nieuwe benadering van populaire muziek.
De hits van Warp 9 brachten Golden onder de aandacht van Chris Blackwell, de chef van Island Records, wat resulteerde in een wereldwijd contract met Island Music. Golden (met Scher) ging verder met het schrijven, produceren en/of remixen van artiesten, waaronder de hitsingle Dirty Looks van Diana Ross van haar album Red Hot Rhythm & Blues en TV Special, Patti Austin, Jennifer Holliday (Say You Love Me) , The Manhattans, Brenda K. Starr (I Want Your Love met gast-rapper Adam Yauch van The Beastie Boys), Nina Hagen en Jimmy Cliff.
In het begin van de jaren 1980 begon Golden een langdurige samenwerkingsrelatie met producent Arthur Baker, die mede-schreef aan de Latin freestyle-muziekklassieker Pickin' Up Pieces van Brenda K Starr en co-produceerde de Billboard Hot 100 hit Hard Times For Lovers (Geffen) van Jennifer Holliday. Golden droeg achtergrondzang/arrangementen bij voor veel van Bakers projecten, waaronder Eight Arms to Hold You van de Goon Sqwad, te horen op The Goonies: Original Motion Picture Soundtrack. Golden werkte samen met Baker aan Artists United Against Apartheid, Sun City en is een van de eenenzestig artiesten (waaronder Lou Reed, Bono, Grandmaster Melle Mel, Keith Richards, Bob Dylan en Gil Scott Heron) die meededen aan welke rockcriticus Dave Marsh beschrijft als de meest diverse bezetting van populaire muzikanten ooit verzameld voor een enkele sessie. Golden verschijnt in de video.

### 1985-1989
Lotti Golden verhuisde in 1985 naar Los Angeles en vestigde zich daar in het ontluikende songwritingcircuit, waar ze een contract tekende met MCA Music (later hernieuwde en verlengde ze haar contract met David Renzer, voorzitter/CEO van de Universal Music Publishing Group). In 1986 introduceerde creatief directeur Carol Ware van MCA Golden aan schrijver/producent Tommy Faragher. Het paar kreeg al snel een reputatie voor fijn vervaardigde urban dance-muziek. In 1987 werkte Golden bijna exclusief samen met Faragher. Golden keerde terug naar de Upper West Side van New York met Faragher, waar ze een ultramoderne opnamestudio bouwden, versierd met zwart-witfoto's uit het archief van John Coltrane, Billie Holiday en Lester Young.
Op Valentijnsdag 1988 waren Golden & Faragher te zien in de zakelijke afdeling van de New York Daily News. Het artikel onthulde dat het paar vreesde dat romantische betrokkenheid hun werkrelatie zou ruïneren, maar ze grepen de kans, trouwden en richtten hun eigen productiebedrijf op. In feite was de productie van hun eigen materiaal zo goed, dat ze werden uitgenodigd om nummers te produceren, die ze niet hadden geschreven, waaronder de lp Magic van de r&b-popband The Jets bij MCA (1987), gecertificeerd met platina door het RIAA, gevolgd door de single You Should Be Loving Me van Brenda K. Starr, eveneens gecertificeerd met goud door de RIAA, die verscheen op de soundtrack en in de film She's Out of Control. In 1988 werden Golden en Faragher door A&M Records gecontracteerd om het tweede album Lace Around the Wound (1989) van E.G. Daily te schrijven en te produceren, met de single Some People. Hoewel het album nooit de promotie kreeg die het verdiende, werden verschillende nummers later gecoverd door Celine Dion en verschenen ze in het populaire tv-programma California Dreams. De echte doorbraak voor Golden in haar samenwerking met Faragher kwam in 1989, toen producent Arthur Baker belde en aankondigde dat Clive Davis op zoek was naar een hitsingle voor de lancering van Taylor Dayne's tweede lp. Tegen de tijd dat Baker arriveerde, had Golden een werkende akkoordprogressie en titel. De drie voltooiden het nummer in één sessie en Baker vertrok met de demo op zak met zang van Golden, resulterend in de Top 5 Billboard Hot 100-hit With Every Beat of My Heart, de eerste single van het gecertificeerde RIAA 3xPlatina album Can't Fight Fate (Arista Records) van Dayne.

### De jaren 1990
In 1991 werd Lotti Golden onderscheiden met de ASCAP Pop Award voor With Every Beat of My Heart in 1991 en haar eerste hitsingle van het decennium, If You Lean on Me van de lp Sudden Stop van de Canadese artiest Colin James was te horen in de actiefilm Run uit 1991. Golden en Faraghers werk met de versmolten stedelijke r&b van The O'Jays met hun klassieke soulgeluid kwamen het dichtst bij die fusie met het politiek geladen Something For Nothing. Met dit album wonnen The O'Jays hun eerste American Music Award in 1991. Golden en Faragher schreven muziekgeschiedenis in 1993 en produceerden de Britse r&b-meidenband Eternal, de eerste vrouwelijke groep die een miljoen exemplaren (albumverkoop) in het Verenigd Koninkrijk bereikte. Eternals debuut-lp Always & Forever (EMI), gecertificeerd met 4x platina door BPI, maakte de weg vrij voor andere vrouwelijke Britse groepen, zoals All Saints en The Spice Girls. Goldens ervaring als vocaliste hielp bij het vormgeven van Eternals vocale geluid op de vier nummers, die ze mede-produceerde en schreef met Faragher, waaronder de internationale hitsingle Oh Baby I ..., die bovenaan de Britse singlehitlijst stond op #4. Eternal was de eerste Britse meidengroep met zes singles die vanaf hun debuut-lp de Top 15 van de Britse hitlijsten bereikte en een van de meest succesvolle meidengroepen van het Verenigd Koninkrijk werden. Ze behaalden zowel internationaal als binnenlands succes.
In 1994 schreef Golden mee aan Keep on Pushing Love voor de ervaren soulzanger Al Green. De viermans samenwerking (Golden, Green, Baker & Faragher) resulteerde in een van Greens beste recente publicaties. De single verschijnt op Greens lp Your Heart's in Good Hands uit 1995, een solide project bij Hi Records. In 1993 en 1994 bereikten Golden en Faragher #1 in de Billboard Jazz Charts met Soul Embrace van Richard Elliot en het album Heart To Heart van Diane Schuur, (GRP Records) met Freedom, uitgevoerd door blueslegende B.B. King.
Gedurende de jaren 1990 bleven Golden en Faragher internationale hits schrijven en produceren, die verschenen in de Britse singleshitlijst en de Britse albumshitlijst voor artiesten als Dana Dawson, de groep Montage en Arthur Baker. In 1998 introduceerde Golden & Faragher de Britse r&b-artiest Hinda Hicks met de Top 25-hit If You Want Me, waarmee ze haar debuutalbum Hinda (Island Records) naar #20 bracht in de Britse albumhitlijst en twee Brit Awards-nominaties won in 1999.
Goldens samenwerking met Faragher duurde meer dan een decennium. Een interview in de Music Connection geeft inzicht in de samenwerkingsmethodologie die het paar tot een succesvol team heeft gemaakt. Beschrijvend hoe songwriters soms te dicht bij hun werk kunnen komen, waardoor ze niet bereid zijn om secties aan te passen of te verwijderen, merkte Faragher op dat Golden bereid was werk te schrappen waarvan ze vond dat dit niet in orde was. Tegen het einde van het decennium eindigde Goldens professionele partnerschap met Faragher in een scheiding. Ze hebben één kind.
In 2000 was Goldens I should've Never Let You Go, geschreven in samenwerking met Faragher, de tweede hitsingle van het #1 debuutalbum van de Australische meidengroep Bardot, gecertificeerd met 2x platina door ARIA, van het reality-tv-programma Popstars. Golden bleef werken tot in het begin van de jaren 2000, maar omdat haar opnamestudio verloren ging in het scheidingsproces, kon ze het schrijven van liedjes niet langer artistiek rechtvaardigen zonder creatieve controle. Het Music Connection-interview, dat meer dan tien jaar voor het uiteenvallen van het partnerschap verscheen, onthult hoe belangrijk het productieaspect van songwriting was geworden voor Golden.

## Advocatuur voor geletterdheid
In samenwerking met het Educational Outreach Program van 92nd Street Y ontwierp Golden een songwritingworkshop voor de bevordering van alfabetisering, waarbij kinderen op openbare scholen in New York betrokken werden bij de kunst en het vak van songwriting. Het klassikale programma Lyrics & Literacy/Words are Power is gemaakt door Golden in overeenstemming met de New York State Learning Standards for the Arts en geïmplementeerd in East Harlem en de 92nd St. Y.

### 2010-heden
In 2011 was een portret van Golden te zien in The Rolling Stone Years, een memoire van rockfotograaf Baron Wolman. Wolman, die verantwoordelijk was voor alle foto's in het tijdschriftartikel van Golden in 1969, herinnert zich voor het eerst over haar te horen als een opwindend nieuw talent van Ahmet Ertegun en Jann Wenner in een nachtclub in New York. Een recensie van Wolmans boek in The Wire, verwijst naar Goldens niet eerder gepubliceerde portret.
Goldens debuut-lp Motor-Cycle uit 1969 werd uitgebracht zonder een 7" single. Een paar maanden later bracht Atlantic Records een 7" single uit, een covermelodie zonder duidelijk verband met het materiaal dat Golden op de lp schreef. Op Record Store Day op 16 april 2016, bracht High Moon Records de 7" single opnieuw uit met medewerking van Warner Bros. Records en Rhino Records. De heruitgave is een geremasterde versie van de originele 7", een medley van It's Your Thing en Sock it To Me Baby van The Isley Brothers, geschreven door producent Bob Crewe. Op de B-kant staat het door een meidengroep geïnspireerd nummer Annabelle With Bells (Home Made Girl), geschreven door Golden, een juweeltje dat klinkt als The Ronettes voor de hippie-generatie. De heruitgave bevat een fotohoes met nieuwe albumhoes, een niet eerder uitgebrachte foto van Golden en een geremasterde audio. Annabelle With Bells (Home Made Girl) werd van de lp uit 1969 weggelaten, niet om creatieve redenen, maar vanwege tijdgebrek bij pre-digitale opnamen.